# Magma
Magma (stgr. μάγμα ’gęsta maść’) – gorąca, stopiona masa krzemianów i glinokrzemianów z domieszkami tlenków i siarczków, z dużą ilością wody i gazów, powstająca w głębi Ziemi; magma, która wydobywa się na powierzchnię Ziemi, nazywana jest lawą.

## Powstawanie magmy

Wytapianie magmy zachodzi pod grzbietami śródoceanicznymi (B), ponad plamami gorąca (C) i ponad strefami subdukcji (D)

Magma powstaje w głębokich partiach skorupy ziemskiej lub w górnym płaszczu.
Wiedza o powstawaniu i właściwościach magmy wynika z obserwacji efektów jej krystalizacji, oddziaływania na skały ją otaczające i eksperymentów laboratoryjnych. Poprzez badania, eksperymenty i obliczenia matematyczne próbuje się odtworzyć warunki panujące w głębi Ziemi.
Przypuszcza się, że przyczyną powstania magmy może być:
- wzrost temperatury,
- obniżenie ciśnienia litostatycznego (np. gdy materiał w płaszczu Ziemi przemieszcza się do góry w postaci diapiru),
- wzbogacenie w składniki lotne, które zmniejszają temperaturę topnienia skał.

Zjawiska te mogą zachodzić tylko w niektórych miejscach wewnątrz Ziemi, stąd tworzenie się magmy wiąże się z określonym reżimem tektonicznym (diapir płaszcza, strefy ryftowe, strefa subdukcji lub pasma orogeniczne).

### Wytapianie magm
Teoretycznie wytapianie magm może zachodzić na dwa sposoby:
- wytapianie równowagowe,
- wytapianie frakcjonalne,
- wytapianie horrendalne.

Wytapianie równowagowe – nowo powstający stop cały czas pozostaje w kontakcie z otoczeniem (substratem) i cały czas reaguje z jego składnikami. W wyniku znikania poszczególnych topiących się minerałów stop zmienia swój skład chemiczny od stopu eutektycznego do składu materii wyjściowej przy jej całkowitym stopieniu.
Wytapianie frakcjonalne lub dyferencjalne – nowo powstały stop jest stopniowo, partiami wyciskany i oddzielany od skał wyjściowych i nie wchodzi w reakcje chemiczne z reziduum. W ten sposób powstaje wiele różnych stopów – magm o różnym chemizmie, odpowiadającym różnym punktom eutektycznym chwilowej mieszaniny minerałów.
W warunkach naturalnych zwykle następuje proces pośredni, wytapianie równowagowo-frakcjonalne, gdzie z ośrodka macierzystego wyciskane są kolejne porcje magmy o różnym składzie i różnym stopniu przereagowania ze skałami wyjściowymi i pozostałym reziduum.

## Skład magmy
Magma może składać się wyłącznie ze stopu (układ jednofazowy), może też zawierać w sobie niestopione minerały i fragmenty skał oraz wykrystalizowane kryształy albo gaz (układ dwufazowy), wreszcie może zawierać wszystkie ww. składniki (układ trójfazowy). Najczęściej magma ulega przekształceniom i w czasie wytapiania mamy do czynienia z układem dwufazowym (stop + minerały skał wyjściowych). W trakcie migracji magma może stanowić układ jednofazowy (stop) lub dwufazowy (stop + minerały skał wyjściowych; stop + nowo wykrystalizowane minerały lub minerały skał wyjściowych + nowo wykrystalizowane minerały). Wydzielenie składników lotnych następuje blisko powierzchni Ziemi, przy zmniejszonym ciśnieniu litostatycznym, wtedy mamy do czynienia z układem dwu lub trójfazowym.

## Właściwości magmy
W zależności od jej składu chemicznego i zawartości rozpuszczonych w niej gazów, temperatura magmy wynosi zazwyczaj od ok. +650 do ok. +1250 °C.
Gęstość magmy waha się od ok. 2,4 g/cm³ (magmy kwaśne) do ok. 2,9 g/cm³ (magmy zasadowe).
Lepkość magmy zmienia się w szerokich granicach. Maleje znacznie ze wzrostem temperatury, ze wzrostem zawartości gazów (w tym wody), ze spadkiem zawartości fazy stałej (krystalicznej), w niewielkim stopniu ze spadkiem ciśnienia. Silnie zależy od składu chemicznego – magmy zasadowe cechują się małą lepkością, a kwaśne dużą.

## Efekty działalności
Magma może przeciskać się przez warstwy skorupy ziemskiej tworząc intruzje plutoniczne oraz wydobywać się na powierzchnię Ziemi jako lawa. Z krzepnącej magmy/lawy powstają skały magmowe – plutoniczne, wulkaniczne i żyłowe.

## Podział magm

### Genetyczny podział magm
- magma pierwotna
- magma macierzysta
- magma pochodna
- magma resztkowa

### Podział magm ze względu na skład chemiczny
- magma krzemianowa
- magma węglanowa
- magma siarczkowa
- magma tlenkowa

### Podział magm krzemianowych ze względu na zawartość SiO2
- magma ultrazasadowa i zasadowa
- magma obojętna
- magma kwaśna